# The Fan (1949)
The Fan (bra: O Leque de Lady Windermere) é um filme de drama estadunidense dirigido por Otto Preminger e estrelado por Jeanne Crain, Madeleine Carroll, George Sanders e Richard Greene. O roteiro de Dorothy Parker, Walter Reisch e Ross Evans é baseado na peça Lady Windermere's Fan, de Oscar Wilde, de 1892.

## Elenco
- Jeanne Crain ...Lady Margaret Windermere
- Madeleine Carroll ...Sra. Erlynne
- Richard Greene ...Lord Arthur Windermere
- George Sanders ...Lord Robert Darlington
- Martita Hunt ...Duquesa de Berwick
- John Sutton ...Cecil Graham
- Hugh Dempster ...Lord Augustus Lorton
- Richard Ney ...James Hopper
- Virginia McDowall ...Lady Agatha
- Randy Stuart ...Garota Americana